# 1776年ノースカロライナ州知事選挙
1776年ノースカロライナ州知事選挙（1776ねんノースカロライナしゅうちじせんきょ、英語: 1776 North Carolina gubernatorial election）は、1776年にアメリカ合衆国ノースカロライナ州で行われた州知事選挙である。

## 概要
初代知事にリチャード・キャズウェルがノースカロライナ州議会より選出された。
キャズウェルは1776年12月21日、州知事に就任した。